# Akademickie Mistrzostwa Świata we wspinaczce sportowej 2016

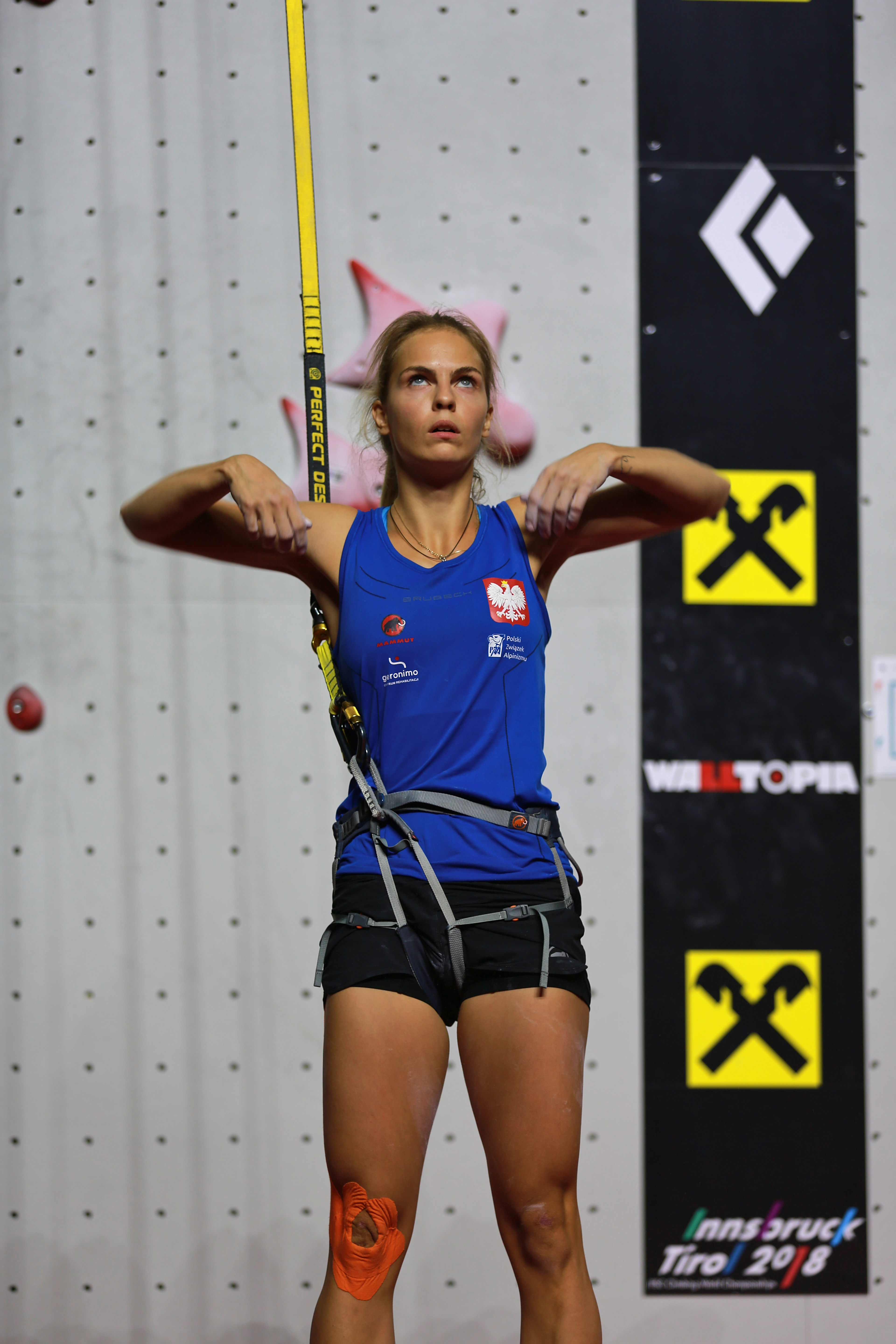
Szanghaj 2016. Anna Brożek – pierwsza polska akademicka mistrzyni świata.

Akademickie Mistrzostwa Świata we wspinaczce sportowej 2016 – 1. edycja akademickich mistrzostw świata we wspinaczce sportowej, która odbyła się w dniach 12-16 października 2016 w chińskim Szanghaju. Podczas zawodów wspinaczkowych zawodnicy i zawodniczki rywalizowali w 6 konkurencjach. Polska wywalczyła trzy medale, a Anna Brożek została pierwszą polską złotą medalistką akademickich mistrzostw świata (startowała w konkurencji na czas).

## Harmonogram
| Październik 2016    | 11 Wt | 12 Śr | 13 Cz | 14 Pt | 15 So | 16 Nd | 16 Pn |
| ------------------- | ----- | ----- | ----- | ----- | ----- | ----- | ----- |
| Wspinaczka sportowa |       | 2     | E     | E     | 2     | 2     |       |

Legenda
| E | Eliminacje |  | Finał (ilość) |

## Konkurencje
Mężczyźni
- bouldering, prowadzenie i na czas

Kobiety
- bouldering, prowadzenie i na czas

## Medaliści
| Konkurencja  | Złoto                      | Srebro                                | Brąz                              |
| ------------ | -------------------------- | ------------------------------------- | --------------------------------- |
| Mężczyźni    |                            |                                       |                                   |
| bouldering   | Japonia · Kaito Watanabe   | Stany Zjednoczone · Nathaniel Coleman | Stany Zjednoczone · Solomon Barth |
| prowadzenie  | Rosja · Dmitrij Fakirjanow | Hiszpania · Javier Cano Blazquez      | Belgia · Loic Timmermans          |
| wsp. na czas | Rosja · Stanisław Kokorin  | Polska · Marcin Dzieński              | Korea Południowa · Chae Sung-joon |
| Kobiety      |                            |                                       |                                   |
| bouldering   | Francja · Fanny Gibert     | Francja · Julia Chanourdie            | Chiny · Niu Di                    |
| prowadzenie  | Francja · Julia Chanourdie | Korea Południowa · Kim Min-seon       | Japonia · Moe Yoshimura           |
| wsp. na czas | Polska · Anna Brożek       | Polska · Klaudia Buczek               | Rosja · Julija Kaplina            |

## Klasyfikacja medalowa
* Organizator zawodów został zaznaczony tym kolorem,  Polskę  oznaczono tekstem pogrubionym.
|                   |                   |                   |                   |   |   |   |    |   |   |   |   |   |   |
| 01 !              | Francja           | 2                 | 1                 | 0 | 3 | 0 | 0  | 0 | 2 | 1 | 0 |   |   |
| 02 !              | Rosja             | 2                 | 0                 | 1 | 3 | 2 | 0  | 0 | 0 | 0 | 1 |   |   |
| 03 !              | Polska            | 1                 | 2                 | 0 | 3 | 0 | 1  | 0 | 1 | 1 | 0 |   |   |
| 4                 | Japonia           | 1                 | 0                 | 1 | 2 | 1 | 0  | 0 | 0 | 0 | 1 |   |   |
| 5                 | Korea Południowa  | 0                 | 1                 | 1 | 2 | 0 | 0  | 1 | 0 | 1 | 0 |   |   |
| 5                 | Stany Zjednoczone | 0                 | 1                 | 1 | 2 | 0 | 1  | 1 | 0 | 0 | 0 |   |   |
| 7                 | Hiszpania         | 0                 | 1                 | 0 | 1 | 0 | 1  | 0 | 0 | 0 | 0 |   |   |
| 8                 | Belgia            | 0                 | 0                 | 1 | 1 | 0 | 0  | 1 | 0 | 0 | 0 |   |   |
| 8                 | Chiny *           | 0                 | 0                 | 1 | 1 | 0 | 0  | 0 | 0 | 0 | 1 |   |   |
| 8                 |                   |                   |                   |   |   |   |    |   |   |   |   |   |   |
| Ogółem (9 państw) | Ogółem (9 państw) | Ogółem (9 państw) | Ogółem (9 państw) | 6 | 6 | 6 | 18 | 3 | 3 | 3 | 3 | 3 | 3 |